# Sundasciurus lowii
Sundasciurus lowii — вид гризунів родини Sciuridae. Він зустрічається на Борнео та прилеглих островах (Бруней, Індонезія, Малайзія, Таїланд). Віддає перевагу деградованим і вторинним лісам.

## Морфологічні особливості
S. lowii досягає довжини голови й тулуба приблизно від 13,0 до 14,4 сантиметра і важить приблизно від 76 до 84 грамів, має довжину приблизно від 8,2 до 8,9 сантиметра і тому значно коротша за інші тіла. Забарвлення спини тварин рівномірно коричнево-крапчасте. Черево кремово-біле, частково з червонуватим відтінком. Навколо очей є червонувато-коричневе кільце, хоча воно невиразне місцями.
S. lowii відрізняється від Sundasciurus tenuis, яка зустрічається симпатрично на значних частинах ареалу, насамперед своїм коротшим і густим хвостом і кремово-білим кольором живота.

## Спосіб життя
Це денний і деревний вид. Мешкає в основному в підліску з численними гілками, що лежать на землі та в кущах лісів і лише рідко піднімається на більшу висоту. Харчується переважно корою, а також фруктами, грибами та комахами. Будує гнізда з рослинних волокон і листя в дуплах дерев, у пнях або на землі, рідше на висоті. Самиці мають від двох до трьох дитинчат на виводок.